# Grande Prêmio dos Estados Unidos de 2013
O Grande Prêmio dos Estados Unidos de 2013 foi a décima oitava corrida da temporada de 2013 da Fórmula 1. A prova foi disputada no dia 17 de novembro no Circuito das Américas, Austin, Texas, Estados Unidos.
O alemão Sebastian Vettel, da equipe Red Bull, venceu a prova.
Para essa e a última corrida, o GP do Brasil, marcou o retorno do finlandês Heikki Kovalainen, substituindo o compatriota Kimi Raikkonen na Lotus, em função de uma cirurgia nas costas para resolver um problema que causa dores desde um acidente sofrido há 12 anos, quando corria pela Sauber. Raikkonen já tem contrato assinado com a Ferrari para a temporada de 2014.

## Transmissão para o Brasil
Assim como ocorreu em 2012, a Rede Globo optou novamente pela exibição dos jogos do Campeonato Brasileiro de Futebol, cujo início acontece exatamente no mesmo horário da largada da prova: 17 horas (horário de Brasília). Outra vez o SporTV, canal de TV por assinatura, exibiu-a ao vivo. 
É a segunda vez nesta temporada de 2013 que o canal de televisão por assinatura se responsabilizou de transmiti-la ao vivo. Em agosto, o SporTV transmitiu o GP da Hungria, enquanto que a tv aberta deu prioridade à cobertura da visita do Papa Francisco ao Brasil, e pela terceira vez que a Globo não exibiu uma prova da Fórmula 1 ao vivo em 2013. No GP do Canadá, a transmissão foi apenas parcial, em virtude do amistoso de futebol: Brasil X França.
Na tv aberta, no final da noite de domingo após Sai de Baixo, a Globo mostrou O GP dos Estados Unidos na íntegra.
Primeiros pontos de BOTTAS na F1

## Resultado

### Treinos classificatório
| Pos                      | No | Piloto              | Equipe               | Q1       | Q2       | Q3       | Grid |
| ------------------------ | -- | ------------------- | -------------------- | -------- | -------- | -------- | ---- |
| 1                        | 1  | Sebastian Vettel    | Red Bull-Renault     | 1:38.516 | 1:37.065 | 1:36.338 | 1    |
| 2                        | 2  | Mark Webber         | Red Bull-Renault     | 1:38.161 | 1:37.312 | 1:36.441 | 2    |
| 3                        | 8  | Romain Grosjean     | Lotus-Renault        | 1:38.676 | 1:37.523 | 1:37.155 | 3    |
| 4                        | 11 | Nico Hülkenberg     | Sauber-Ferrari       | 1:38.339 | 1:37.828 | 1:37.296 | 4    |
| 5                        | 10 | Lewis Hamilton      | Mercedes             | 1:37.959 | 1:37.854 | 1:37.345 | 5    |
| 6                        | 3  | Fernando Alonso     | Ferrari              | 1:38.929 | 1:37.368 | 1:37.376 | 6    |
| 7                        | 6  | Sergio Pérez        | McLaren-Mercedes     | 1:38.367 | 1:38.040 | 1:37.452 | 7    |
| 8                        | 7  | Heikki Kovalainen   | Lotus-Renault        | 1:38.375 | 1:38.078 | 1:37.715 | 8    |
| 9                        | 17 | Valtteri Bottas     | Williams-Renault     | 1:37.821 | 1:37.439 | 1:37.836 | 9    |
| 10                       | 12 | Esteban Gutiérrez   | Sauber-Ferrari       | 1:38.082 | 1:38.031 | 1:38.034 | 201  |
| 11                       | 19 | Daniel Ricciardo    | Toro Rosso-Ferrari   | 1:38.882 | 1:38.131 |          | 10   |
| 12                       | 14 | Paul di Resta       | Force India-Mercedes | 1:38.894 | 1:38.139 |          | 11   |
| 13                       | 5  | Jenson Button       | McLaren-Mercedes     | 1:38.588 | 1:38.217 |          | 152  |
| 14                       | 9  | Nico Rosberg        | Mercedes             | 1:38.743 | 1:38.364 |          | 12   |
| 15                       | 4  | Felipe Massa        | Ferrari              | 1:39.094 | 1:38.592 |          | 13   |
| 16                       | 18 | Jean-Éric Vergne    | Toro Rosso-Ferrari   | 1:38.880 | 1:41.696 |          | 14   |
| 17                       | 15 | Adrian Sutil        | Force India-Mercedes | 1:39.250 |          |          | 16   |
| 18                       | 16 | Pastor Maldonado    | Williams-Renault     | 1:39.351 |          |          | 17   |
| 19                       | 21 | Giedo van der Garde | Caterham-Renault     | 1:40.491 |          |          | 18   |
| 20                       | 22 | Jules Bianchi       | Marussia-Cosworth    | 1:40.528 |          |          | 19   |
| 21                       | 20 | Charles Pic         | Caterham-Renault     | 1:40.596 |          |          | 223  |
| 22                       | 23 | Max Chilton         | Marussia-Cosworth    | 1:41.401 |          |          | 21   |
| Tempo dos 107%: 1:44.668 |    |                     |                      |          |          |          |      |
| Fonte:                   |    |                     |                      |          |          |          |      |

Notas
- ↑1  – Esteban Gutiérrez perdeu dez posições na largada por bloquear Pastor Maldonado durante os treinos qualificatórios.

- ↑2  – Jenson Button perdeu três posições por ultrapassagem em bandeira vermelha durante treino livre.

- ↑3  – Charles Pic perdeu cinco posições na largada por troca da caixa de câmbio.

### Corrida
| Pos | No | Piloto              | Construtor           | Voltas | Tempo/Abandono | Grid | Pontos |
| --- | -- | ------------------- | -------------------- | ------ | -------------- | ---- | ------ |
| 1   | 1  | Sebastian Vettel    | Red Bull-Renault     | 56     | 1:39:17.148    | 1    | 25     |
| 2   | 8  | Romain Grosjean     | Lotus-Renault        | 56     | +6.284         | 3    | 18     |
| 3   | 2  | Mark Webber         | Red Bull-Renault     | 56     | +8.396         | 2    | 15     |
| 4   | 10 | Lewis Hamilton      | Mercedes             | 56     | +27.358        | 5    | 12     |
| 5   | 3  | Fernando Alonso     | Ferrari              | 56     | +29.592        | 6    | 10     |
| 6   | 11 | Nico Hülkenberg     | Sauber-Ferrari       | 56     | +30.400        | 4    | 8      |
| 7   | 6  | Sergio Pérez        | McLaren-Mercedes     | 56     | +46.692        | 7    | 6      |
| 8   | 17 | Valtteri Bottas     | Williams-Renault     | 56     | +54.509        | 9    | 4      |
| 9   | 9  | Nico Rosberg        | Mercedes             | 56     | +59.141        | 12   | 2      |
| 10  | 5  | Jenson Button       | McLaren-Mercedes     | 56     | +1:17.278      | 15   | 1      |
| 11  | 19 | Daniel Ricciardo    | Toro Rosso-Ferrari   | 56     | +1:21.004      | 10   |        |
| 12  | 4  | Felipe Massa        | Ferrari              | 56     | +1:26.914      | 13   |        |
| 13  | 12 | Esteban Gutiérrez   | Sauber-Ferrari       | 56     | +1:31.707      | 20   |        |
| 14  | 7  | Heikki Kovalainen   | Lotus-Renault        | 56     | +1:35.063      | 8    |        |
| 15  | 14 | Paul di Resta       | Force India-Mercedes | 56     | +1:36.853      | 11   |        |
| 16  | 18 | Jean-Éric Vergne    | Toro Rosso-Ferrari   | 56     | +1:44.5741     | 14   |        |
| 17  | 16 | Pastor Maldonado    | Williams-Renault     | 55     | +1 Volta       | 17   |        |
| 18  | 22 | Jules Bianchi       | Marussia-Cosworth    | 55     | + 1 Volta      | 19   |        |
| 19  | 21 | Giedo van der Garde | Caterham-Renault     | 55     | +1 Volta       | 18   |        |
| 20  | 20 | Charles Pic         | Caterham-Renault     | 55     | +1 Volta       | 22   |        |
| 21  | 23 | Max Chilton         | Marussia-Cosworth    | 54     | +2 Voltas      | 21   |        |
| Ret | 15 | Adrian Sutil        | Force India-Mercedes | 0      | Colisão        | 17   |        |

Notas:

↑1  – Jean-Éric Vergne foi penalizado com o acréscimo de 20 segundos no tempo total da corrida por ter causado colisão com Esteban Gutiérrez.